# Lysmata grabhami
El camarón limpiador de las Islas Canarias (Lysmata grabhami) es una especie de camarón limpiador de la familia Lysmatidae, orden Decapoda.
Es una gamba omnívora, que se alimenta generalmente de parásitos, tejidos muertos y copépodos. Se ha podido observar que los peces con parásitos acuden a "estaciones de limpieza" en los arrecifes. Allí ciertas especies de peces y varias especies de camarones limpiadores acuden en gran cantidad a ayudar a los peces infestados pudiendo incluso entrar en la boca y hasta en la cavidad de las agallas, sin ser devorados.
Muy conocida en acuariofilia marina porque se come las aiptasias, especie de anémonas que se convierten en una de las plagas más frecuentes de los acuarios marinos.

## Morfología

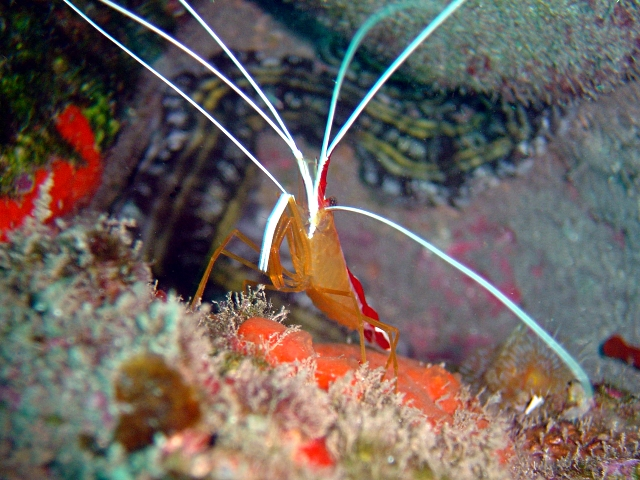
Lysmata grabhami en acuario de arrecife.

Puede tener la misma coloración que la especies Lysmata seticaudata y Lysmata wurdemanni. A simple vista es exactamente igual que la Lysmata amboinensis, solo se diferencian en que la lysmata amboinensys tiene en la cola mancha blancas en los laterales y el centro mientras que la grabhami cambia esas manchas por tres líneas continuas, una en cada lateral y una central.

## Distribución
Habita en las costas de las Islas Canarias. También habita en acuarios de las ciudades de Santa Cruz de Tenerife y Las Palmas de Gran Canaria.